# De Hamer Beton BV
De Hamer Beton B.V.   is een Nederlandse onderneming die actief is in de betonindustrie. 
De onderneming telt anno 2022 ca 160 medewerkers en het hoofdkantoor is gevestigd in Nijmegen. Het bedrijf telt verschillende productielocaties, in Nijmegen, Heumen en Waspik. Het bedrijf is onderdeel van de BTE groep uit Dodewaard (waar ook Romein beton, De Meteoor en Steenhuis beton deel van uitmaken).

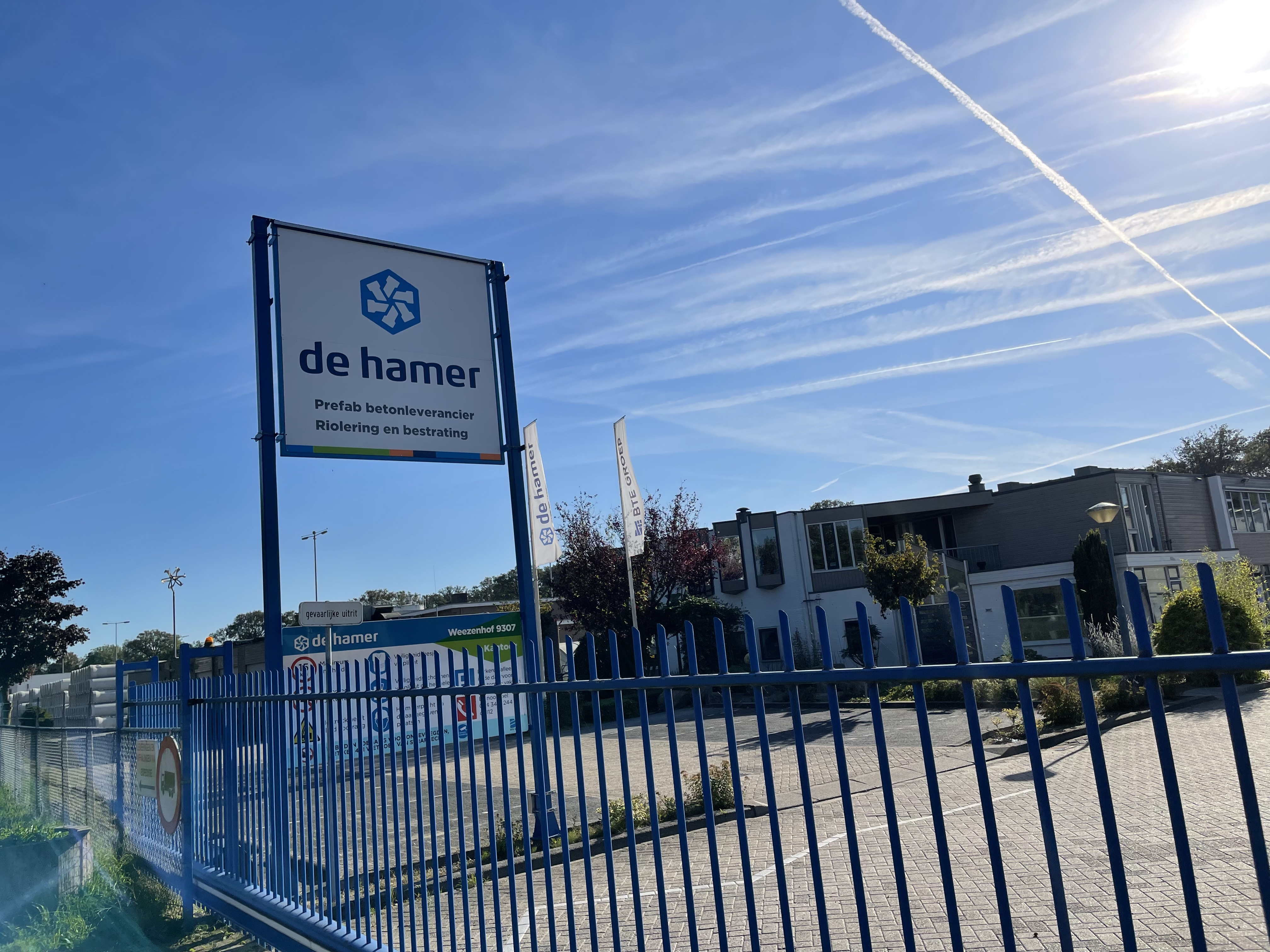

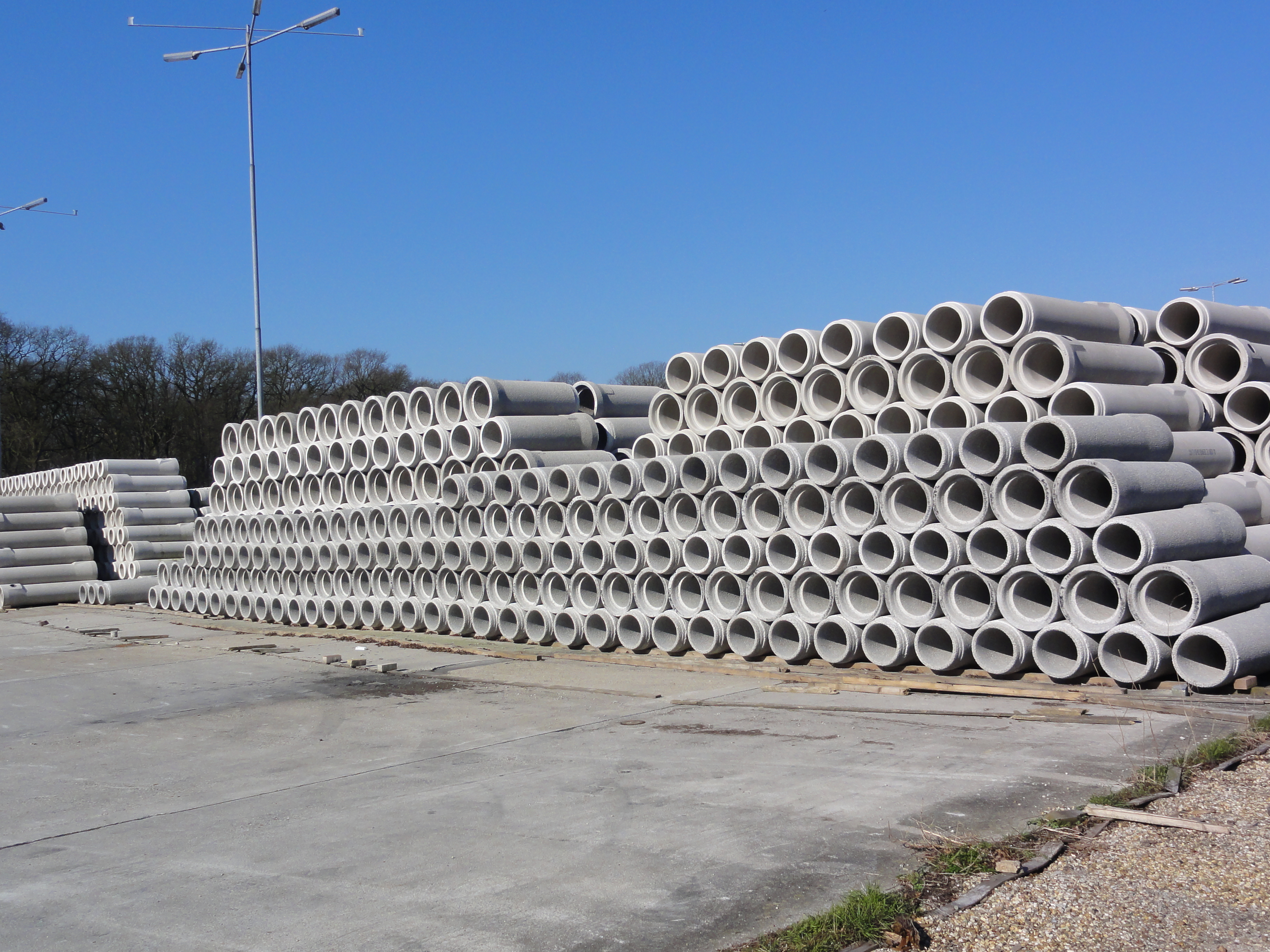
Nijmegen Dukenburg, betonfabriek opslag buizen

## Geschiedenis
Oprichter van het bedrijf is Gerrit van Gent. Hij was destijds werkzaam bij de Maldense betonfabriek (opgericht in 1930) dat zich in Malden vestigde nadat in 1927 het Maas-Waalkanaal was geopend. Door deze nieuwe waterverbinding werden grondstoffen zoals zand en grind veel beter en sneller beschikbaar. 

Van Gent besloot om voor zich zelf te gaan beginnen en startte, in 1938, zijn eigen betonfabriek, op een plek langs het uitgegraven Maas-Waalkanaal, aan de Westkanaaldijk, in het dorpje Hatert bij Nijmegen. (Later een wijk van Nijmegen).

Bij de aanleg van het kanaal waren ook rails aangelegd die liepen vanaf de oever van het Maas-Waalkanaal naar de fabriekslocatie. Hierdoor kon het zand en grind, dat via schepen aangevoerd werd, gemakkelijk getransporteerd worden. Andersom werd ook het transport van de betonproducten een stuk eenvoudiger. 

Nadat wegenbouwbedrijf Huberts uit Zeist, die een stalling voor haar machines zocht en in contact kwam met van Gent,  ontstond een nauwe samenwerking met betonproductielocaties in Malden en Hatert. Net voor de Tweede Wereldoorlog werd toch besloten om de activiteiten te splitsen. De betonproductie in Hatert bleef in handen van Van Gent en het wegenbouwbedrijf nam de overige activiteiten in Malden over.

In 1942 werd zijn bedrijf ingeschreven als NV, onder de naam de N.V. Nijmeegsche Betonindustrie De Hamer. Het kantoor en officiële vestigingsadres was toen overigens aan de Broekkant D57 in Malden bij Nijmegen

De naam De Hamer werd afgeleid van het productieproces waarbij het personeel hamerden op het betonmengsel waardoor tegels gemaakt konden worden

In de jaren 50 wijzigde de naam van het bedrijf, het werd Beton- en Teerfabriek De Hamer NV.

## Betonproducten in het nieuws
- 1948 : levering 65 betonnen huizen aan de gemeente Eindhoven ten behoeve van Philips medewerkers (die zelf de afbouw zouden gaan verzorgen). De plannen waren om uiteindelijk 4000 woningen op deze manier te gaan realiseren.[5]
- 1980 : uitvinding, tegelijkertijd met Martens beton, de van een nieuw soort rioolbuis waarbij de traditionele stalen wapening plaats maakte voor staalvezels welke tijdens het productieproces werden toegevoegd aan de andere betoningrediënten zoals zand, grind, cement etc.[6]
- 2018 : ontwikkeling (op verzoek van ProRail) van een speciale perrontegel welke voldeed aan de nieuwste CO2 en Arbo eisen. De betontegel kreeg de titel 4u-tegel en was 1,5 kilo lichter dan de tot dan toe gangbare tegels voor de perrons. Het NS station in Susteren was het eerste station waar de nieuwe tegel werd toegepast tijdens de renovatie in 2019.[7][8]

## Overnames en fusie
Verdere groei van het bedrijf zorgde voor de overname in 1978 van de betonfabriek Natubim/Tiemstra (opgericht in 1948) in Heumen. 
In 2002 trad het bedrijf toe tot de BTE groep toen deze holding een aantal prefab- betonbedrijven, eigendom van de Readymix groep, overnam. 

In 2005 volgde de overname van De Maldense Betonfabriek, de fabriek waar oprichter van Gent zelf ooit werkte en dat gespecialiseerd was in betonnen tegels. Kort daarop volgden de overnames van Monshouwer Beton en Bos en Zoon beton BV uit Alphen aan den Rijn.